# Gemelina triangularis
Gemelina triangularis là một loài bọ cánh cứng trong họ Elateridae. Loài này được Martins Neto & Gallego in Martins-Neto, Gallego & Mancuso miêu tả khoa học năm 2006.